# Wroughtonia castaneae
Wroughtonia castaneae är en stekelart som först beskrevs av Henry Lorenz Viereck 1912.  Wroughtonia castaneae ingår i släktet Wroughtonia och familjen bracksteklar. Inga underarter finns listade i Catalogue of Life.